# Campeonato Alagoano Segunda Divisão
Il Campeonato Alagoano Segunda Divisão è il secondo livello calcistico nello stato dell'Alagoas, in Brasile. Di solito partecipano squadre semiprofessionistiche o squadre provenienti da città più piccole dello stato, però nonostante questo, anche il CSA (uno dei due club più importanti dello stato) prese più volte parte al campionato.

## Stagione 2023
- CEO (Olho d'Água das Flores)
- CRB B (Maceió)
- Dimensão Capela (Capela)
- EC Dínamo (Maceió)
- Sport Nova Cruz (Pilar)
- Guarany Alagoano (Maceió)
- Jacyobá (Pão de Açúcar)
- Miguelense (São Miguel dos Campos)
- Penedense (Penedo)
- Zumbi (União dos Palmares)

## Albo d'oro
| Anno         | Campione              |
| ------------ | --------------------- |
| 1941         | Ipiranga              |
| 1942         | Comércio              |
| 1943         | Olavo Bilac           |
| 1944 al 1988 | non disputato         |
| 1989         | Ipanema               |
| 1990         | Bom Jesus             |
| 1991         | Capela                |
| 1992         | Santa Cruz (Penedo)   |
| 1993         | non disputato         |
| 1994         | Sete de Setembro      |
| 1995         | Corinthians           |
| 1996         | São Sebastião         |
| 1997         | Corinthians           |
| 1998         | Murici                |
| 1999         | São Domingos          |
| 2000         | Penedense             |
| 2001         | Bom Jesus             |
| 2002         | CSE                   |
| 2003         | Coruripe              |
| 2004         | Penedense             |
| 2005         | CSA                   |
| 2006         | Igaci                 |
| 2007         | Santa Rita            |
| 2008         | Capelense             |
| 2009         | Santa Rita / União    |
| 2010         | CSA                   |
| 2011         | CEO                   |
| 2012         | Comercial             |
| 2013         | Santa Rita            |
| 2014         | Ipanema               |
| 2015         | Sete de Setembro      |
| 2016         | CEO                   |
| 2017         | Dimensão Saúde        |
| 2018         | Jacyobá               |
| 2019         | CSE                   |
| 2020         | Desportiva Aliança    |
| 2021         | Cruzeiro de Arapiraca |
| 2022         | Coruripe              |
| 2023         | Penedense             |

## Titoli per squadra
| Squadra               | Città                  | Titoli |
| --------------------- | ---------------------- | ------ |
| Santa Rita            | Boca da Mata           | 3      |
| Penedense             | Penedo                 | 3      |
| Corinthians           | Maceió                 | 2      |
| Bom Jesus             | Matriz de Camaragibe   | 2      |
| CSA                   | Maceió                 | 2      |
| Ipanema               | Santana do Ipanema     | 2      |
| Sete de Setembro      | Maceió                 | 2      |
| CEO                   | Olho d'Água das Flores | 2      |
| Coruripe              | Coruripe               | 2      |
| CSE                   | Palmeira dos Índios    | 2      |
| Capela                | Capela                 | 1      |
| Capelense             | Capela                 | 1      |
| Comercial             | Viçosa                 | 1      |
| Comércio              | Maceió                 | 1      |
| Cruzeiro de Arapiraca | Arapiraca              | 1      |
| Desportiva Aliança    | Pilar                  | 1      |
| Dimensão Saúde        | Maceió                 | 1      |
| Igaci                 | Igaci                  | 1      |
| Ipiranga              | Maceió                 | 1      |
| Jacyobá               | Pão de Açúcar          | 1      |
| Murici                | Murici                 | 1      |
| Olavo Bilac           | Maceió                 | 1      |
| Santa Cruz (Penedo)   | Penedo                 | 1      |
| São Domingos          | Maceió                 | 1      |
| São Sebastião         | Porto Calvo            | 1      |
| União                 | União dos Palmares     | 1      |